# 沢たまき
沢 たまき（さわ たまき、本名：山本 昌子（やまもと まさこ）、1937年〈昭和12年〉1月2日 ‐ 2003年〈平成15年〉8月9日）は、日本の歌手、女優、政治家。歌手や女優などの芸能活動の後、政界に転身し参議院議員を務めた。

## 来歴
神奈川県川崎市出身。ラジオ番組「大学勝ち抜き歌合戦」での優勝を機に、山脇学園短期大学在学中の1956年にテイチクより歌手デビュー。このジャズ・シンガー時代に、TBSのプロデューサーと熱い討論をしたというエピソードがある。
1966年にビクターへ移籍。移籍第一弾『ベッドで煙草を吸わないで』が大ヒットする。
1969年から1974年まで東京12チャンネルで放映された「プレイガール」への出演（沢村たまき＝オネエ役）など、女優としても活躍。異色なところでは、「独占!おとなの時間」（テレビ東京系）など主に深夜番組の司会で活躍。また、「クイズダービー」では、五月みどりの後を受けて2代目2枠レギュラー解答者を担当した。正答率は3割5分7厘（平均3勝6敗～4勝5敗ペース）と決して悪くはなかったものの、歴代ワースト6位の17連敗を記録した。
1995年5月、『リングの魂』（テレビ朝日系）の企画で、「憧れの人に会いたい」という企画で元プロレスラーでトレーニングジムを経営するアニマル浜口の憧れの女優として沢との一日デートが実現した。この時の浜口は、いつもの気合は何処へやら、終始デレデレしており、意外な一面を見せたという。
晩年には、新宿のホストを買春したという記事が「週刊宝石」に掲載されたが、後に週刊宝石側はこの記事の虚偽を認めた。過去に、メルシャンのCMに出演していたが、実際には下戸だった。
小沢一郎の要請もあり1995年頃より政治活動に転向、翌1996年第41回衆議院議員総選挙に新進党公認で東京12区から立候補するもするも約1200票差の次点で落選（当選者は同じく元タレント・参議院議員で自由民主党公認の八代英太）。1998年第18回参議院議員選挙（比例区・公明）で初当選。同年11月の公明党再結成に参加し、厚生労働委員会委員などを務める。
しかし在任中の2003年8月9日、居住先の清水谷議員宿舎で入浴中、虚血性心不全のため死去した。66歳没。同年8月20日、新宿区・落合斎場で「沢たまきを偲ぶ会」が催された。哀悼演説は同年9月26日の参議院本会議で、金田勝年により行われた。
創価学会員であった。1967年11月25日に入会し、組織内では「婦人部副本部長」を務めた。

## 出演作品

### テレビドラマ
- 月曜日の男（1961年 - 1964年、TBS / 松竹）
- 廃虚の唇（1964年、NET / 東映テレビプロ） - 草川秋子
- ザ・ガードマン（TBS / 大映テレビ室）
  - 第14話「殺人者」（1965年）
  - 第49話「子羊の肉」（1966年）
  - 第62話「大犯罪作戦」（1966年）
  - 第77話「鍵のなかの死刑台」（1966年）
- 黄色い風土（1965年 - 1966年、NET / 東映テレビプロ）　※主題歌「黄色い風土のブルース」も担当
- 悪の紋章（1965年 - 1966年、NET / 東映テレビプロ） - 小原恵美子
- ある勇気の記録 第24話「夜は誰のもの」（1967年、NET / 東映）
- 特別機動捜査隊 第316話「北国の女」（1967年、NET / 東映テレビプロ） - 淳子
- とぼけた奴ら （1967年、NET / 東映テレビプロ）
- プレイガールシリーズ（東京12チャンネル / 東映） - 沢村たまき（レギュラー）
  - プレイガール（1969年 - 1974年）
  - プレイガールQ（1974年 - 1976年）
- 花は花よめ（1971年 - 1973年、日本テレビ） - 和子
- 追跡 第3話「黒い天使」（1973年、関西テレビ / C.A.L）
- 非情のライセンス 第1シリーズ 第46話「兇悪のヘッドライト」（1974年、NET / 東映） - マダム
- 華麗なる刑事（1977年、フジテレビ / 東宝） - 園山巡査部長（レギュラー）
- 熱中時代 第10話「やって来たガキ大将」（1978年、日本テレビ） - 中島キョウコ
- 土曜ワイド劇場
  - ピンクハンター・日本に1人しかいない刑事（1979年、朝日放送）
  - 切り札をもつ女（1985年、テレビ朝日）
- プロハンター　第12話「黒い薔薇は死の匂い」（1981年、日本テレビ） - 田宮聖子
- 土曜ドラマ / 五木寛之シリーズ 横浜物語（1982年、NHK） - 酒場のママ
- 火曜サスペンス劇場 / 寂しすぎた女（1983年、日本テレビ）
- 月曜ワイド劇場 / 深川通り魔殺人事件（1983年、テレビ朝日）
- 月曜ドラマランド / 奥さまは不良少女!? おさな妻2（1986年、フジテレビ）
- アイラブユーからはじめよう（1989年、TBS）
- 華麗なる追跡 THE CHASER（1989年、日本テレビ）
- 太平記（1991年、NHK） - 覚海尼
- 鬼平犯科帳 第2シリーズ 第10話「女賊」（1991年、フジテレビ / 松竹） - 猿塚のお千代
- 名奉行 遠山の金さん 第4シリーズ 第6話「大奥騒乱!千両箱の罠」（1991年、テレビ朝日 / 東映） - 重ノ井
- プレイガール'92 嵐を呼ぶハイレグ軍団 黒真珠殺人事件（1992年、TX） - 沢田たまき
- ドラマ新銀河（NHK）
  - 魚河岸のプリンセス（1995年） - 小出八重子 役
- ドラマ30（CBC）
  - 風たちの遺言（1995年）
- 艶姿! ナニワの光三郎 七変化（1997年、KTV）

### 映画
- 暗黒の旅券（1959年、日活）
- ギャング対Gメン（1962年、東映）
- 嵐来たり去る（1967年、日活）- 料亭の女将八重
- みな殺しの拳銃（1967年、日活）
- 懲役十八年 仮出獄（1967年、東映）
- 嵐の果し状 (1968年、日活)
- 密告〜たれこみ〜（1968年、東映）
- 徳川女刑罰史（1968年、東映）
- 白昼の死角（1979年、東映） - クラブのママ
- 薔薇の標的（1980年、東映） - 柴田加世
- 黒い雨（1989年、東映）

### 吹き替え
- 紳士は金髪がお好き（1953年） - ドロシー・ジョー：ジェーン・ラッセル ※NET版
- 007 ゴールドフィンガー（1964年） - プッシー・ガロア：オナー・ブラックマン ※NET版

### バラエティ・情報番組
- クイズダービー（1977年、TBS）

- 独占!おとなの時間（1977年 - 1981年、東京12チャンネル） - 司会
- お昼だドン!（1985年、テレビ東京）- 司会
- クイズ!年の差なんて（1988年、フジテレビ）
- ダウンタウンのごっつええ感じ（1992年、フジテレビ）

### NHK紅白歌合戦出場歴
| 年度/放送回               | 曲目                                 | 対戦相手       | 備考                                                   |
| ------------------------- | ------------------------------------ | -------------- | ------------------------------------------------------ |
| 1958年（昭和33年）/第9回  | アレキサンダーズ・ラグタイム・バンド | ダークダックス | ヴォーカル・トリオとして、水谷良重、東郷たまみと共唱。 |
| 1960年（昭和35年）/第11回 | 或る恋の物語                         | ダークダックス | 有明ユリ、小割まさ江、高美アリサとの混合で歌唱。       |

### ビデオ
- すばらしきわが人生 Part2（1993年、シナノ企画）

## 音楽作品

### シングル（テイチク）
- バス停留所（w/ディック・ミネ） / 貴方なしでは（C-4060、1957年）
- いとしのシンディ（w/ディック・ミネ） / （バナナ・ボート:ダーク・ダックス）（C-4088、1957年5月）
- （アナスタジア:石原裕次郎） / さらばジャマイカ（C-4093、1957年6月）
- ジャニー・オー（C-4094、1957年6月）
- さすらいの人（C-4105、1957年7月）
- 十二時の鐘 / バタフライ（C-4121、1957年8月）
- パンパラム / （リコール・ツー・マイ・メモリー:石原裕次郎）（NS-30、1957年10月）
- ロッカ・チッカ / フジヤマ・ママ（NS-51、1958年）

### シングル（ビクター）
- 教えて頂だい / ベッドで煙草を吸わないで（SV-309、1966年4月）
- 凍原(ツンドラ) / 女の夜（SV-515、1967年1月）
- カスバの女 / 赤い夜（SV-561、1967年5月）
- 秘密 / 恋のハンカチ（SV-608、1967年8月）
- 昨日のあなた / 恋する東京（SV-661、1968年1月）
- 流れ花 / 終局(フィナーレ)（SV-701、1968年5月）
- そんなに耳をかまないで / あなたの子守唄（SV-751、1968年9月）
- 今にわかるわ / 夜の終りに（SV-872、1969年8月）
- 東京プレイ・マップ / インスピレーション（SV-2033、1970年5月）
- その時あなたは何をしていた？ / 女の意地は私の命（SV-2075、1970年9月）
- 流れ者ブルース / 明日から何を（SV-2189、1971年9月）
- さすらい / わかれ雨のブルース（SV-2227、1972年1月）
- ゴッドファーザー / ある愛の詩（SV-2289、1972年8月）
- あなた / お別れブルース（1973年5月）
- ラスト・テーマ / 女は恋に生きるもの（SV-1192、1974年7月）
- 街灯 / 原宿あたり（SV-2490、1975年6月）
- 初めての日のように / 男友達（SV-6423、1978年5月）
- 欲望の街 / ワン・ナイト・ジャム・セッション（SV-6558、1979年3月）
- 横浜ナイト･クラブ / たそがれ挽歌（SV-7130、1981年6月）
- 雨のジャマイカ / 虹の向うから（SV-7456、1984年12月）

### CDシングル（日本エンカフォン）
- 花、匂うが如く / ベッドで煙草を吸わないで '97（1997年9月20日）

### アルバム（ビクター）
- ベッドで煙草を吸わないで（SV-346、1968年）
- ため息のとき（SJV-385、1968年）
- あなたへのブルース（SJX-29、196*年）
- 男と女の別れ（SJX-43、1970年）
- 爪／沢たまき夜のムードを唄う（SJX-65、1971年4月）
- ベッド・イン・ミュージック／新婚編（SJX-122、1973年）
- わが恋はここに ～沢たまきスタンダード・ジャズを歌う～（SJX-135、1973年7月）
- 乱れ髪 ～プレイガールの十二章～（SJX-182、1974年8月）
- 夜のためいき（SJX-214、1975年8月）
- 東京プレイ・マップ（SJX-10187、1977年4月）

### ベストアルバム
- 沢たまき&プレイガール ミュージックコレクション（2004年4月21日）

## 著書
- 『ハッピーjazzトーク』第三文明社、1986年11月18日。